# Wilhelm Hülsemann (Geistlicher, 1781)

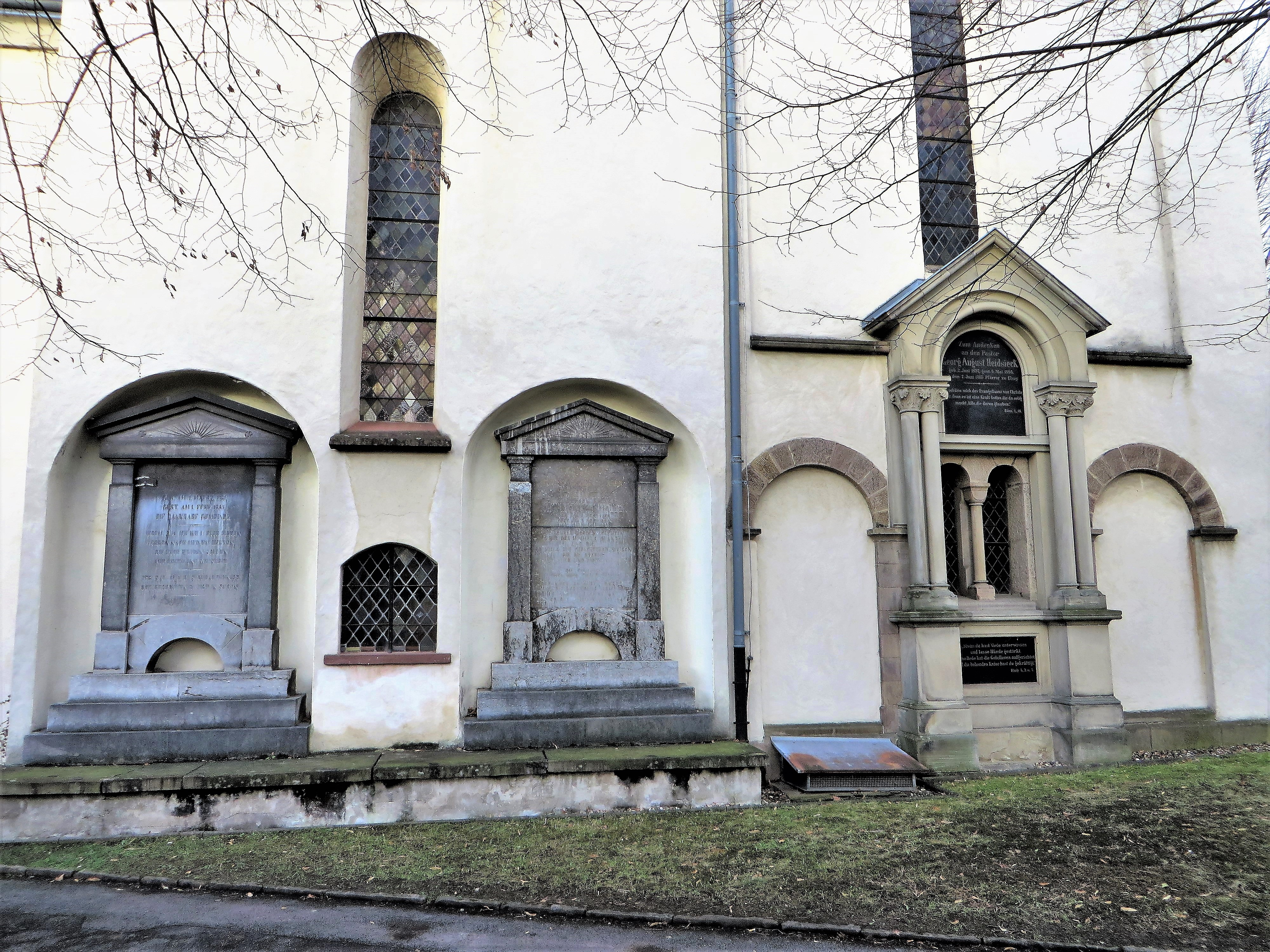
Grabdenkmal für Pastor Wilhelm Hülsemann an der Elseyer Kirche

Peter Melchior Wilhelm Hülsemann (* 7. März 1781 in Soest; † 1. Februar 1865 in Elsey, heute Stadtteil von Hagen) war ein deutscher evangelischer Geistlicher und Kirchenlieddichter.

## Leben
Hülsemann war ein Sohn des Kaufmanns Johann Hülsemann und seiner Ehefrau Sophia Höcker. Nach dem Abitur auf dem Gymnasium seiner Heimatstadt studierte er ab 1800 an der Universität Halle. Neben dem Studium wirkte er auch als Lehrer am Waisenhaus der Franckeschen Stiftungen. Nach dem Examen übernahm er 1802 eine Lehrerstelle am Weißensteinschen Institut in Elberfeld. 1804 wurde er zum Pfarrer in Meinerzhagen gewählt. Von dort wechselte er 1808 in die Pfarrstelle in Elsey, die er bis zum Eintritt in den Ruhestand am 31. Oktober 1862 innehatte. Von 1822 bis 1856 wirkte er nebenamtlich als Schulinspektor der Grafschaft Limburg, von 1830 bis 1833 auch als Superintendent des Kirchenkreises Iserlohn.
Hülsemann war seit 1805 mit Lisette (* 28. Dezember 1782; † 11. Juli 1856), Tochter des Justizrats Johann Heinrich Wilhelm von den Berken aus Altena, verheiratet. Die Ehe blieb kinderlos.
Hülsemann veröffentlichte mehrere Erbauungsschriften und Predigtsammlungen, in denen viele von ihm gedichtete geistliche Lieder enthalten sind. Vierzehn seiner insgesamt über 300 Lieder wurden in das gemeinsame Gesangbuch der Synoden von Jülich, Kleve und Berg und der Grafschaft Mark von 1835 aufgenommen, an dem Hülsemann auch als Redakteur mitwirkte. Vor allem sein patriotisches Lied Vater, kröne du mit Segen unsern König und sein Haus wurde bis in das 20. Jahrhundert in Gesangbüchern abgedruckt und bei vielen Gelegenheiten gesungen.
Nach ihrem Tode fanden Wilhelm und Lisette Hülsemann ihre letzte Ruhe auf dem Friedhof Esserstraße in Elsey, auf der Begräbnisstätte der Elseyer Pastoren und ihrer Ehefrauen. 
Einen ansehnlichen Teil seines großen Vermögens vermachte Hülsemann wohltätigen Zwecken. So für Arme und Hilfsbedürftige, für Pfarrer- und Lehrerwitwen oder Schenkungen an die Elseyer Volksschule. Mit Hilfe einer Stiftung Hülsemanns von 8000 Talern konnte das erste Krankenhaus in Elsey errichtet werden. Einweihung des heutigen Vorgängerbaus war am 20. März 1887.
Heute erinnert noch an Pastor Wilhelm Hülsemann sein Grabdenkmal an der Elseyer Kirche sowie ein ihm zu Ehren benannter Hülsemannweg und das Seniorenheim Hülsemann-Haus in Elsey.

## Ehrungen
- 1817 Doktordiplom der philosophischen Fakultät zu Heidelberg
- 1835 Große goldene Verdienstmedaille
- 1852 Ritterkreuz des Hausordens von Hohenzollern
- 1854 Roter Adlerorden IV. Klasse[4]

## Schriften (Auswahl)
- Siegesfahne der Deutschen. Zum Beßten verwundeter Vaterlandsvertheidiger. Eyrich, Elberfeld 1815; 2. Aufl. Hamm 1817.
- Christliches Erbauungsbuch für deutsche Krieger aller Confessionen. Schulz, Hamm 1821.
- Die Glaubenseinheit der Lehrer der evangelischen Kirche in unserer Zeit, eine Synodalpredigt. Nebst den Gesängen, Chören in der Liturgie für die Feier des heiligen Abendmahls der vereinigten märkischen Synode am 18. August 1818. Schulz, Hamm 1818.
- Evangelische Hauspostille, oder christliche Betrachtungen und Gesänge für häusliche Andacht, zur Beförderung wahrer Frömmigkeit und Seelenruhe. 2 Bde. Schaub, Düsseldorf, Elberfeld 1827–1830.
- Die Siegesjahre der Deutschen, ein Andachtsbuch mit 66 eigenen Gesängen. Düsseldorf 1827.
- Die Geschichte der Auferweckung des Lazarus. Leben und Tod im Lichte der göttlichen Offenbarung, dargestellt. in Betrachtungen und Gesängen. Köhler, Leipzig 1835. (Digitalisat)
- Christus und die Sünderin am Jakobsbrunnen, oder Der Weg zur heiligen Quelle. Betrachtungen und Gesänge. Köhler, Leipzig 1837.
- Predigten und Gesänge über die Episteln der Sonn- und Feiertage des Kirchenjahres. 2 Bde. Leipzig 1838.